# Varroa
Varroa Delfinado & Baker, 1974 é um género de ácaros ectoparasitas que infesta diversas espécies de abelhas do género Apis. Pertence à família monotípica Varroidae, tendo o nome genérico sido proposto em homenagem a Marco Terêncio Varrão, um estudioso romano que era apicultor. A varroose, causada pelo ácaro Varroa destructor, é uma doença grave das abelhas, com sintomas como abelhas atrofiadas e redução da produção de mel.

## Descrição
Os ácaros do género Varroa alimentam-se dos fluidos corporais (hemolinfa) das abelhas-melíferas do género Apis, infestando tanto as abelhas adultas como as pupas e larvas. Para além dos danos que causam directamente, são um importante veículo na propagação de vírus, alguns dos quais provocam infecções que são particularmente danosas para as abelhas, entre as quais o iflavirus DWV (que deforma as asas das abelhas) e o IAPV (que paralisa as abelhas). A infestação por Varroa tem sido repetidamente apontada como uma das causas da síndrome do colapso das colónias de abelhas.
Os ácaros do género Varroa foram descobertos em Java por volta de 1904, mas estão actualmente dados como presentes em todos os continentes com excepção da Austrália. Foram descobertos nos Estados Unidos em 1987, na Nova Zelândia em 2000, e na Grã-Bretanha em 1992 (Devon).
Para fazer face aos elevados prejuízos que estes ácaros causam na apicultura, têm vindo a ser desenvolvidos esforços com o objectivo de obter abelhas resistentes à infestação por Varroa. O Departamento de Agricultura dos Estados Unidos desenvolveu uma linhagem de abelhas que aplica métodos de auto-higiene sensíveis à presença de Varroa, o que lhe permite remover os ácaros em fase de reprodução. Esta linhagem foi distribuída aos apicultores para incorporação nos seus processos de criação.

## Espécies
O género Varroa inclui as seguintes espécies:
- Varroa destructor Anderson & Trueman, 2000 (ectoparasita virulento que infesta abelhas das espécies Apis cerana (abelha-asiática) e Apis mellifera com elevado impace económico).
- Varroa jacobsoni Oudemans, 1904 (parasite Apis cerana sem causar grandes danos).
- Varroa rindereri de Guzman & Delfinado-Baker, 1996
- Varroa sinhai (Delfinado & Baker, 1974)
- Varroa wongsirii (Lekprayoon & Tangkanasing, 1991)